# Gagnebina commersoniana
Gagnebina commersoniana är en ärtväxtart som först beskrevs av Henri Ernest Baillon, och fick sitt nu gällande namn av René Viguier. Gagnebina commersoniana ingår i släktet Gagnebina och familjen ärtväxter. IUCN kategoriserar arten globalt som livskraftig.

## Underarter
Arten delas in i följande underarter:
- G. c. aldabrensis
- G. c. calcicola
- G. c. commersoniana